# Fantastiska vidunder och var man hittar dem (film)
Fantastiska vidunder och var man hittar dem (originaltitel: Fantastic Beasts and Where to Find Them) är en brittisk fantasyfilm från 2016, inspirerad av boken med samma namn av J.K. Rowling. Filmen är en spinoff till Harry Potter-serien och regisserad av David Yates. Rollerna spelas av Eddie Redmayne, Katherine Waterston, Dan Fogler, Alison Sudol, Ezra Miller, Samantha Morton, Jon Voight, Carmen Ejogo och Colin Farrell.
Vid Oscarsgalan 2017 belönades filmen med en Oscar i kategorin Bästa kostym.

## Rollista (i urval)
- Eddie Redmayne – Newt Scamander
- Katherine Waterston – Porpentina "Tina" Goldstein
- Dan Fogler – Jacob Kowalski
- Alison Sudol – Queenie Goldstein
- Colin Farrell – Percival Graves
- Johnny Depp – Gellert Grindelwald
- Carmen Ejogo – President Seraphina Picquery
- Ezra Miller – Credence Barebone
- Samantha Morton – Mary Lou Barebone
- Ron Perlman – Gnarlack
- Jon Voight – Henry Shaw, Sr.
- Josh Cowdery – Henry Shaw, Jr.
- Ronan Raftery – Langdon Shaw
- Faith Wood-Blagrove – Modesty Barebone
- Jenn Murray – Chastity Barebone
- Zoë Kravitz – Leta Lestrange
- Kevin Guthrie – Abernathy

## Produktion
Warner Bros. meddelade i september 2013 att J.K. Rowling skulle skriva manus till filmen som är baserad på hennes bok Fantastiska vidunder och var man hittar dem. Det är den första delen i en planerad trilogi. Rowling berättade att filmerna kommer att handla om Newt Scamander och är varken en prequel eller uppföljare till Harry Potter-serien. I maj 2014 stod det klart att ett premiärdatum är satt till den 18 november 2016. David Heyman kommer att återvända som producent och David Yates ska regissera.
Den 7 april 2016 fick man veta att James Newton Howard skulle komponera musiken.

### Rollbesättning

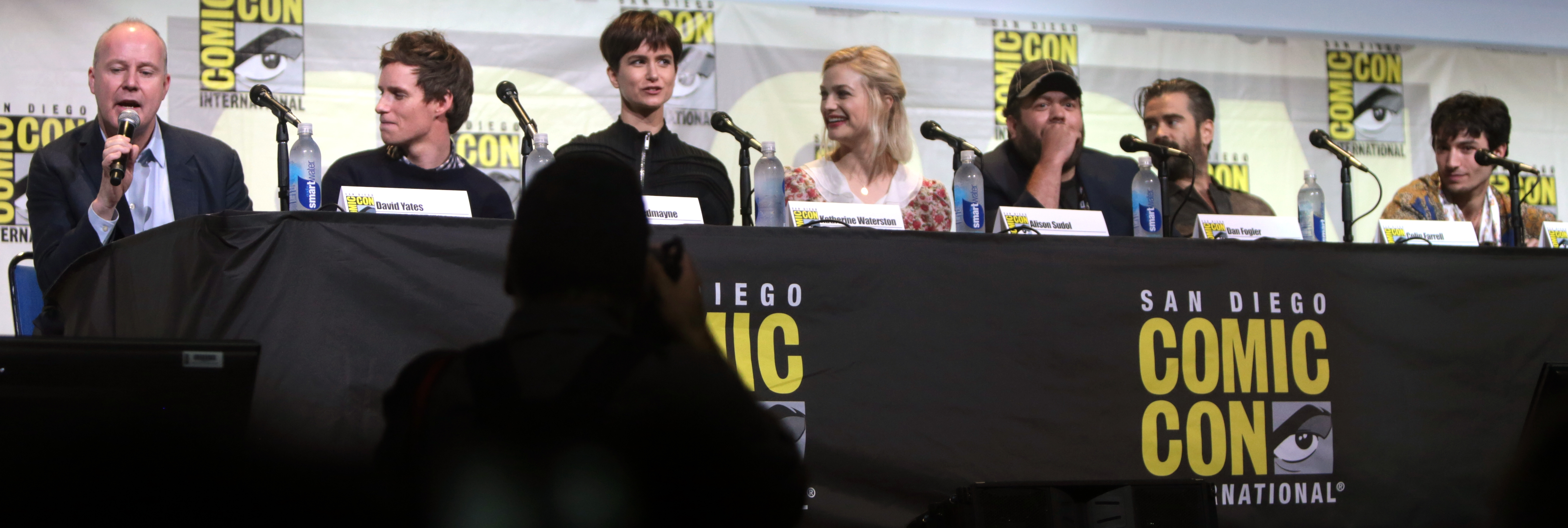
Regissören och skådespelarna vid San Diego Comic-Con 2016.

I juni 2015 fick Eddie Redmayne huvudrollen som Newt Scamander. Katherine Waterston ska spela Tina. I juli 2015 anslöt sig Alison Sudol, Dan Fogler och Ezra Miller till rollbesättningen. I augusti 2015 fick man veta att Colin Farrell hade fått rollen som trollkarlen Graves. Samma månad fick också Faith Wood-Blagrove, Jenn Murray och Samantha Morton sina roller. I oktober 2015 blev Jon Voight, Gemma Chan, Carmen Ejogo och Ron Perlman en del av filmens rollbesättning. Inspelningen påbörjades den 17 augusti 2015 vid Warner Bros. Studios i Leavesden. Några scener spelades in i London och på St George's Hall i Liverpool.

## Mottagande
Fantastiska vidunder och var man hittar dem fick positiva recensioner från filmkritiker. Rotten Tomatoes rapporterade att 74 procent, baserat på 285 recensioner, hade satt ett genomsnittsbetyg på 6,8 av 10. På Metacritic nådde filmen genomsnittsbetyget 66 av 100, baserat på 50 recensioner. På Kritiker.se har den medelbetyget 3,6/5, baserat på 21 recensioner.

## Uppföljare
Warner Bros. har meddelat att två uppföljare kommer att släppas, den första har biopremiär i november 2018 och den andra i november 2020. I oktober 2016 berättade Rowling att serien istället kommer att bestå av fem filmer. I november 2016 avslöjades det att Johnny Depp spelar en hemlig roll i filmen. Rollen visade sig vara Gellert Grindelwald som kommer att ha en mer framträdande roll i uppföljaren. David Yates ska regissera uppföljarna.